# Siem Reap Airways International
Siem Reap Airways International was de in het jaar 2000 opgerichte Cambodjaanse dochtermaatschappij van het Thaise Bangkok Airways.
De thuisbasis van Siem Reap Airways was Siem Reap. De beroemde tempels van Angkor Wat liggen bij deze plaats.
Op 14 november 2008 maakte de Europese Commissie bekend dat Siem Reap Airways op de zwarte lijst was geplaatst. Sinds 1 december 2008 voert Siem Reap geen vluchten meer uit.

## Vloot
De vloot van Siem Reap Airways International bestond in mei 2008 uit:
- 2 Airbus A320-232
- 1 ATR 72-500